# Crataegus grandifolia
Crataegus grandifolia är en rosväxtart som beskrevs av James Bird Phipps. Crataegus grandifolia ingår i Hagtornssläktet som ingår i familjen rosväxter. Utöver nominatformen finns också underarten C. g. potosina.